# Циків (Яворівський район)
Ци́ків — село в Україні, в Яворівському районі Львівської області. Населення - 255 осіб. Орган місцевого самоврядування — Шегинівська сільська рада.
Село розташоване в прикордонній смузі України. Селом протікає дві річки. 
У селі є церква Архистратига Михаїла збудована 1925 року, у якій моляться громади УГКЦ та ПЦУ.